# Coenobasis albiramosa
Coenobasis albiramosa är en fjärilsart som beskrevs av Walker 1865. Coenobasis albiramosa ingår i släktet Coenobasis och familjen snigelspinnare. Inga underarter finns listade i Catalogue of Life.